# تراز فرمی
تراز فرمی (به انگلیسی: Fermi level) که با {\displaystyle E_{F}} نشان داده می‌شود، عبارت است از پتانسیل شیمیایی الکترون در جامدات یا محلول‌های الکترولیت. تراز فرمی یک ماده کمیتی ترمودینامیکی است که بیانگر کار ترمودینامیکی لازم برای اضافه کردن یک الکترون به ماده است.تراز فرمی در مواد ذاتی و تشکیل شده از یک عنصر دقیقا در وسط بند گپ قرار میگیرد ،ولی برای موادی که دوپنت (dopant) دارند دقیقا در میانه بند گپ نیست.وقتی میخواهیم احتمال حضور الکترون در حالت پایه و حالت برانگیخته را در یک ماده محاسبه کنیم ، تابع توزیع فرمی به کمک ما آمده و طبق آن میتوانیم بگوییم که معمولا در حالت برانگیخته احتمال حضور الکترون در باند ظرفیت کمتر میشود و در حالت پایه احتمال حضور الکترون در باند رسانش کمتر خواهد شد و برعکس . این مسئله در بررسی رفتار الکتریکی و نوری ماده میتواند کمک بسیار زیادی به ما کند .